# Архив Советской Украины
«Архив Советской Украины» (укр. Архів Радянської України) — советский историко-архивоведческий журнал. Печатный орган Центрального архивного управления (ЦАУ) Украинской ССР. Создан на основе журнала «Советский архив» и официального печатного органа «Бюллетень Центрального архивного управления УССР». Издавался в Харькове в 1932—1933 годах. Вышло 8 номеров (5 книг) тиражом 3000-3600 экземпляров.
Ответственный редактор С. Семко. Авторы публикаций: Д. Багалей, А. Багалий-Татаринова, А. Барабашев, В. Барвинский, П. Билык, А. Бондаревский, Н. Бужинский, А. Оглоблин, И. Премислер, К. Шиян и др.
Печатал официальные постановления и циркуляры ЦАУ УССР, документальные материалы по истории Украины, преимущественно истории революционных событий 1917—1920 годов, обзоры фондов украинских архивов, статьи по истории, теории и практике архивной работы на Украине, отзывы и рецензии на профессиональные издания. Власти обвинили издателей в нарушении требований марксистско-ленинской методологии и прекратили его выпуск.